# Peter Schmeichel
Peter Bolesław Schmeichel (* 18. listopadu 1963 Gladsaxe) je bývalý dánský fotbalový brankář. Je považovaný za jednoho z nejlepších brankářů, který kdy chytal v anglické Premier League. V letech 1990, 1993 a 1999 získal v Dánsku ocenění Fotbalista roku. Pelé ho roku 2004 zařadil mezi 125 nejlepších žijících fotbalistů. Jeho syn Kasper Schmeichel je taktéž fotbalovým brankářem.

## Klubová kariéra
Narodil se v Dánsku polskému otci a dánské matce.
V Dánsku nastupoval za kluby Hvidovre a Brøndby Kodaň. Odtamtud v roce 1991 přestoupil do Manchesteru United za 550 000 liber. Tam také nejvíc proslul. Do svého odchodu v roce 1999 odehrál 398 zápasů, vstřelil i jeden gól. Manchesteru pomohl k 5 titulům v lize, 3 v FA Cupu, jeden v ligovém poháru a zejména jeden v Lize mistrů. V sezoně 1992/93 vychytal 22 čistých kont, celkem ve 42% zápasů v Manchesteru nedostal gól. Byl skvělý na brankové čáře, ve vzduchu, v soubojích jeden na jednoho, výborný dirigent obrany. Na vrcholu byl, stejně jako celý Manchester United, v sezoně 1998/99, kde pomohl svému týmu k tzv. „treble“ – vyhrál v domácí lize, Lize mistrů i domácím poháru. Právě ve finále Ligy mistrů šel za nepříznivého stavu v nastaveném čase při rohovém kopu do vápna soupeře a měl také podíl na střele Giggse a dorážce Sheringhama, který srovnal stav. A chvilku později dal gól z dalšího rohového kopu Solskjær a United tak oslavovali obrovský úspěch. A spoustou skvělých zákroků se na něm podílel i Schmeichel.
Po této sezoně, v níž odehrál 60 zápasů, odešel do Sportingu Lisabon, pak ještě vystřídal Aston Villu a Manchester City, kde ukončil kariéru. Po jeho odchodu z Manchesteru se na postu jedničky vystřídalo mnoho gólmanů, například Fabien Barthez nebo Tim Howard, ale žádný ho nedokázal nahradit. To se alespoň částečně podařilo Nizozemci van der Sarovi, který pak s Manchesterem také vyhrál Ligu mistrů (na začátku kariéry se mu to podařilo i s Ajaxem Amsterdam). Ovšem i přes tohoto zkušeného brankáře je Schmeichel stále zapsán v srdcích fanoušků United jako jeden z nejlepších hráčů novodobé éry Manchesteru.
V anketě nejlepších evropských gólmanů za posledních 20 let umístil na 3. místě (5. byl Edwin van der Sar).
Sir Alex Ferguson, trenér Manchesteru, označil Schmeichelův nákup za nejlepší nákup století.

## Reprezentační kariéra
V dresu dánské fotbalové reprezentace vyhrál Euro 1992. Celkem odehrál v letech 1987–2001 129 utkání a vstřelil dokonce jeden gól (3. června 2000 z pokutového kopu proti Belgii – remíza 2:2).
Gól Petera Schmeichela za A-tým Dánska
| Gól | Datum      | Stadion               | Soupeř | Skóre | Výsledek | Soutěž          |
| --- | ---------- | --------------------- | ------ | ----- | -------- | --------------- |
| 010 | 3. 6. 2000 | Parken, Kodaň, Dánsko | Belgie | 2:1   | 2:2      | Přátelský zápas |